# Peter Kiefer (Politiker, 13. Juni 1884)
Peter Kiefer (* 13. Juni 1884 in Schaffhausen, Landkreis Saarlouis; † 17. Mai 1945 in Allrode) war ein deutscher Politiker (Zentrum, NSDAP).

## Leben und Wirken
Nach dem Besuch der Volksschule arbeitete Kiefer zweieinhalb Jahre in einer Glasfabrik, dann bis zum März 1913 als Bergmann. Daneben absolvierte er volkswirtschaftliche und staatsbürgerliche Kurse sowie einen Lehrgang der Akademie der Arbeit an der Universität Frankfurt am Main. Seit dem 1. Mai 1913 arbeitete Kiefer als Sekretär des Gewerkvereins christlicher Bergarbeiter Deutschlands.
Am 5. August 1914 trat Kiefer anlässlich des Ausbruchs des Ersten Weltkriegs in die Preußische Armee ein. Nach einer kurzen Ausbildung zog er am 7. Oktober mit der 4. Kompanie des Rheinischen Infanterieregiment 17 an die Westfront. Am 2. März 1915 wurde er dort bei Kampfhandlungen verwundet und kam später an der Ostfront zum Einsatz. Im Krieg wurde Kiefer zum Offizierstellvertreter befördert und mit dem Eisernen Kreuz II. Klasse, Militärehrenkreuz und dem Verwundetenzeichen ausgezeichnet.
Seit Ende 1918 war er Schriftleiter des Organs Der Saarbergknappe. Im Oktober 1933 wurde er Leiter der Deutschen Gewerkschaftsfront Saar und Vorsitzender des Gewerkvereins christlicher Bergarbeiter Saar. Ferner war er seit 1922 Mitglied des Landesrats des Saargebietes: Dieser Körperschaft gehörte er zuerst als Abgeordneter der Zentrumspartei, dann der Deutschen Front an. Seit Errichtung der Deutschen Front war Kiefer Mitglied der Landesleitung, dem sogenannten „Führerrat“, und Landespropagandaleiter dieser Organisation.
Kiefer trat für die NSDAP als Gauredner auf, wobei er sich auch zur Saarabstimmung im Januar 1935 äußerte, wovon sich eine Tonaufnahme erhalten hat. Am 1. Januar 1936 übernahm Kiefer die Leitung der Abteilung Werkzeitung der Saargrubenverwaltung. Zum selben Tag trat er der NSDAP bei (Mitgliedsnummer 3.680.698).
Am 1. März 1935 trat Kiefer gemäß dem § 2 des Gesetzes über die Vertretung des Saarlandes im Reichstag in den nationalsozialistischen Reichstag ein, dem er anschließend bis zum Ende der NS-Herrschaft als Abgeordneter für den Wahlkreis 27 (Rheinpfalz-Saar) angehörte.
Publizistisch tat Kiefer sich durch die Veröffentlichung von Artikeln über das Saargebiet, den Saarbergbau, Saarbergleute und den Arbeiterstand im Saargebiet in Zeitschriften und Tageszeitungen hervor.
Ab Anfang Juli 1938 wurde Kiefer bei der Reichsknappschaft tätig. 1943 bekleidete er das Amt des Knappschaftsdirektors in Saarbrücken.

## Ehe und Familie
Kiefer war verheiratet mit Barbara, geb. Renkes.